# Континентални наслаги
Континенталните наслаги или Континентални наслоявания са натрупване (наслагване, наслояване, утаяване) на скални формации, образувани на сушата, които включват и вътрешноконтиненталните водоеми (реки, езера, блата). В зависимост от условията на натрупване и преобразуване на изходните материали континенталните наслаги се поделят на наземни, или субаерални; подводни, или субаквални; подледени, или субглациални, възникнали под ледниците. Според динамиката на наслояването, условията на залягане и общите закономерности на техния строеж се формират различни типове континентални наслаги, които по признаците на естествените съчетания, образувани от тях в природата се обединяват в различни групи и подгрупи.

## Видове континентални наслаги

### Група на елувиалните наслаги[1]
В тази група влизат натрупванията на скален материал, формиран под въздействието на изветрянето и съхранил се на мястото на своето образуване. съставът на елувия се изменя в дълбочина. на повърхността преобладават глините и пясъците, а в дълбочина започват да доминират чакъл, по едри камъни и напукани големи скали. Мощността и състава на отложените материали зависят от вида на скалите и от агента на изветрянето (температура, химическо въздействие и др.). За елувиалната група на континенталните наслаги е характерен постепенният преход от дисперсни материали към напукани и плътни скални формации. Този вид наслаги се натрупват предимно по плоските вододели, където отмиването им от повърхностно течащите води е минимално. Тук се включват следните видове елувиални наслаги:
- Елувий (изветрителна кора)
- Почва
- Хомогенни наслаги – натрупвания в резултат от химическо изветряне

### Група на склоновите наслаги[1]
Тази група от континентални наслаги възникват по пътя на пренасянето на разрушения материал под въздействието на денудацията и натрупването му предимно в основата планинските склонове. Тук се включват следните видове склонови наслаги:
- Колувий – пренасяне и натрупване на несортиран скален материал
- Дерупций – пренасяне и натрупване на едър скален материал (каменопади)
- Десерпций – пренасяне и натрупване натрупване на по-дребен разрушен скален материал (сипеи)
- Деляпсий – пренасяне и натрупване на скален материал в резултат от свлачищни процеси
- Солифлукция – пренасяне и натрупване на скален материал в резултат от периодичното замръзване и размразяване на почвата
- Делувий – пренасяне и натрупване на дребен скален материал (пясък, филц, баластра) много далеч от мястото на образуването му
- Селеви наслаги – пренасяне и натрупване на много дребен скален материал (тиня, кал)

### Група на водните наслаги[1]
- Пролувий – пренасяне и натрупване на на разрушен скален материал от временни повърхностни води (наносни конуси)
- Алувий (речни наслаги) – пренасяне и натрупване на разрушен скален материал от постоянни повърхностни води
- Езерни наслаги – натрупване и утаяване на органични и неорганични материали по дъната на естествени и изкуствени езера
- Езерно-алувиални наслаги – натрупване и утаяване на органични и неорганични материали по дъната на естествени и изкуствени езера и реки

### Група на ледниковите наслаги[1]
- Глациални (моренни) наслаги – пренасяне и натрупване на разрушен скален материал от ледниците (странични, дънни, челни морени)
- Лимно-глациални (ледниково-езерни) наслаги – пренасяне и натрупване на разрушен скален материал в приледниковите езера
- Флувио-глациални (ледниково-речни) наслаги – пренасяне и натрупване на разрушен скален материал от води, образуване при топенето на ледниците

### Други видове континентални наслаги[1]
- Еолови наслаги – пренасяне и натрупване на разрушен скален материал от пустинните ветрове (пясъчни пустини, дюни, бархани)
- Техногенни наслаги – пренасяне и натрупване на разрушен скален материал в резултат от човешката дейност (минни разработки, кариери, насипи, диги)
- Вулканогенни наслаги – пренасяне и натрупване на разтопен скален материал от вулканите (лавови покривки, туфи, туфити, вулканична пепел)
- Органогенни наслаги – пренасяне и натрупване на разрушен скален материал от растителни и животински организми
- Пещерни наслаги – пренасяне и натрупване на разрушен скален материал в резултат от химическото въздействие на водата (сталактити, сталагмити, сталактони)
- Льосови наслаги – пренасяне и натрупване на микроскопичен разрушен скален материал от постоянни ветрове
- Торфени наслаги – натрупване и утаяване на растителни и животински материали по дъната на блатата